# Винтертур
Вижте пояснителната страница за други значения на Винтертур.
Вѝнтертур (на немски: Winterthur; на френски: Winterthour) е курортен град в Северна Швейцария. Главен административен център на едноименния окръг Винтертур. Разположен е около река Тьос, на 31 km на северозапад от Цюрих, на 146 km от столицата Берн и на около 20 km от границата с Германия. Първите сведения за града като населено място датират от 6-7 век. ЖП възел има летище. Населението му е 111 840 души по данни от преброяването през 2018 г. и по този начин заема шестото място по големина в страната. Много от фирмите са от манифактурен тип. Развити са машиностроителната, електротехническата, текстилната промишленост. Трети по промишлено развитие след Базел и Цюрих в Швейцария.

## Спорт
Представителният футболен отбор на града се казва ФК Винтертур. Дългогодишен участник е в Швейцарската чалъндж лига.

## Побратимени градове
- Ивердон ле Бен, Швейцария
- Хал ин Тирол, Австрия